# Jodï
Le jodï (aussi écrit hodï, joti, hoti), ou yuwana,  est une langue amérindienne parlée dans le centre du Vénézuela par les Hoti.

## Écriture
Un premier alphabet jodï (avec 8 voyelles orales, 7 voyelles nasales, 3 semi-consonnes et 16 consonnes) a été développé par la Misón Nuevas Tribus (MNT) à Caño Iguana et a notamment été utilisé dans la traduction de parties de la Bible en jodï.
| a | a̧ | ä  | á   | á̧  | e  | ȩ  | i  | i̧  | o  | ö | o̧  | ö̧ | u | u̧ |   |   |   |   |
| b | j | jk | jky | jl | jn | jñ | jt | jw | jy | k | ky | l | m | n | ñ | t | w | y |

Un second alphabet jodï (avec 18 voyelles, 19 consonnes, et un accent aigu suprasegmental) a été développé durant deux ateliers organisés à Kayamá par Miguel Marcello Quatra et Stanford Zent avec des enseignants jodï et des adultes de la communauté hoti et a notamment été utilisé dans le dicitonnaire jotï-español publié en 2008.
| a | ä | a̱ | ä̱  | e   | e̱  | ë  | ë̱  | i  | i̱  | ï  | ï̱ | o  | o̱ | ö | ö̱ | u | u̱ |   |
| b | d | j | jk | jky | jl | jn | jñ | jt | jw | jy | k | ky | l | m | n | ñ | w | y |